# Fort James Jackson

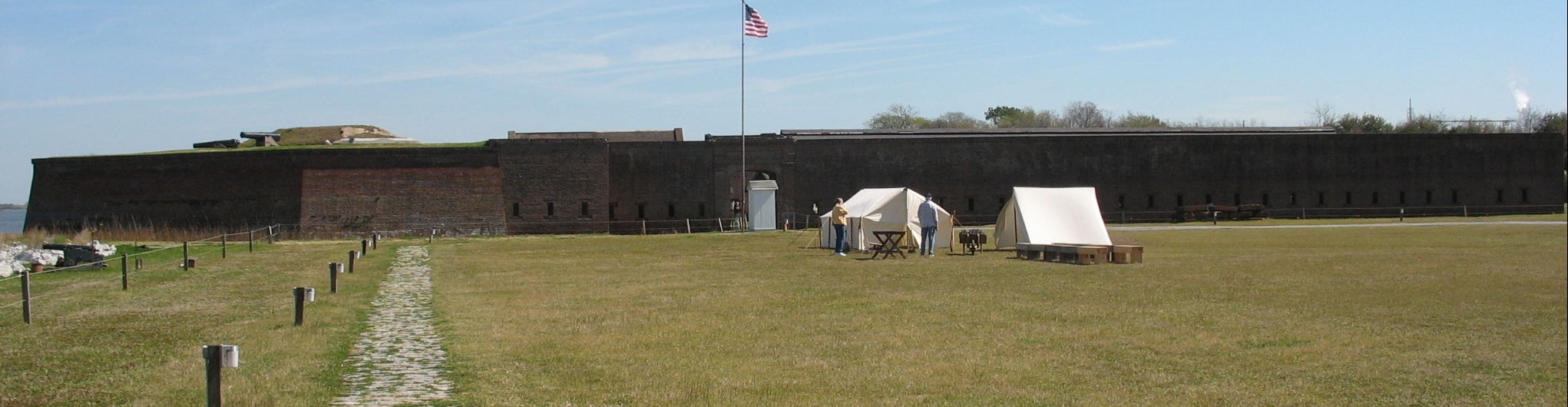
Fort James Jackson

Das Fort James Jackson ist eine Küstenfestung bei Savannah im US-Bundesstaat Georgia. Es ist das älteste noch bestehende Fort in Georgia. Das direkt am Savannah River aus Ziegelsteinen errichtete Fort ist etwa 100 Meter lang und an seiner breitesten Stelle ungefähr 65 Meter breit.

## Geschichte
Um ihre Stadt vor eventuellen Marineangriffen im Amerikanischen Unabhängigkeitskrieg zu schützen, errichteten Bewohner von Savannah 1776 ein erstes kleines Fort, das jedoch bereits 1778 wieder aufgegeben wurde. Am Anfang des 19. Jahrhunderts stiegen die Spannungen zwischen Großbritannien und den USA an und ein Krieg kündigte sich an. Deswegen wurde das alte Fort 1808 abgerissen und an seiner Stelle das Fort Jackson errichtet. Es wurde nach James Jackson benannt. Zu Beginn des Britisch-Amerikanischen Kriegs 1812 war es fertiggestellt.
Während des Krieges von 1812 war das Fort ununterbrochen besetzt. Während der ersten Monate des Krieges feuerten in unmittelbarer Nähe der Küste von Georgia und somit auch in der Nähe des Forts britische Schiffe auf amerikanische Schoner und Schaluppen. In den letzten Monaten des Krieges hielt sich angeblich die britische Flotte unter Vizeadmiral Cochrane in der Nähe des Forts auf. Das Fort hat den Krieg aber relativ kampflos überstanden.
Während des Bürgerkrieges versteckten sich Bewohner von Savannah im Fort um sich vor den Angriffen der Nordstaatler zu schützen. Am 1. Oktober 1862 konnte Fort James Jackson einen Angriff der Unionstruppen erfolgreich abwehren. Am 17. Dezember 1864 verlangte der Nordstaaten-General Sherman die Auslieferung der Stadt Savannah und allen von dieser Stadt abhängigen Forts. General Haardee kommandierte diesen Bereich. Er war Sherman mit seinen Männern zahlenmäßig unterlegen und so gab er die Stadt kampflos auf. Am 20. Dezember besetzte Sherman Stadt und Fort. In den darauffolgenden 40 Jahren wurde das Fort nur wenig genutzt, bis es 1905 außer Dienst gestellt wurde.
Fort James Jackson ist eines von nur fünf Forts der Second system-Phase der amerikanischen Küstenverteidigung, die in dieser Form erhalten sind. Heute ist im Fort ein Museum untergebracht. Im Februar 1970 wurde Fort James Jackson als Baudenkmal in das National Register of Historic Places eingetragen. Seit dem 16. Februar 2000 ist das Fort als National Historic Landmark ausgewiesen.